# Jezioro Chomiąskie
Jezioro Chomiąskie – jezioro w Polsce, położone w województwie kujawsko-pomorskim, w powiecie żnińskim, w gminie Gąsawa, na terenie Pojezierza Żnińsko-Mogileńskiego.

## Dane morfometryczne
Powierzchnia zwierciadła wody wynosi 102,2 ha.
Zwierciadło wody położone jest na wysokości 80,1 m n.p.m. Średnia głębokość jeziora wynosi 9,7 m, natomiast głębokość maksymalna 34,3 m.
Na podstawie badań przeprowadzonych w 2005 roku wody jeziora zaliczono do II klasy czystości.
W roku 1996 jezioro zostało zaliczone również do II klasy czystości.

## Hydronimia
Według urzędowego spisu opracowanego przez Komisję Nazw Miejscowości i Obiektów Fizjograficznych (KNMiOF) nazwa tego jeziora to Jezioro Chomiąskie według  wsi Chomiąża Szlachecka.